# 循州
循州，中国隋朝时设置的州。
三国东吴甘露元年（265年）析荆州刺史部桂阳郡南部置始兴郡，纳入广州刺史部管辖；即今韶关市、南雄市、始兴县、翁源县、仁化县、英德市、佛冈县等地。东晋咸和元年（326年），析南海郡置东官郡，郡治在今深圳市。义熙九年（413年），先析东官郡东部置义安郡；南朝梁天监二年（503年），又析东官郡置梁化郡。至此，东官郡辖地仅余今深圳市、珠海市、中山市、增城市、龙门县等地。
隋朝开皇十年（590年），全国撤郡设州，合并始兴郡、梁化郡、东官郡、义安郡置循州，直隶于中央；治所在归善县（今惠州市东）。以境内有循江得名。开皇十一年（591年），始兴郡改设韶州、东官郡废入番州、义安郡改设潮州，仅留原梁化郡地仍为循州。大业三年（607年）改为龙川郡。唐朝武德五年（622年）设为循州总管府，管辖韶州、潮州、循州等三个州，即唐初岭南六管之一。
唐朝貞觀元年（627年），撤去循州总管府，原循州总管府辖下的潮州、韶州、循州均归广州总管府，此后为唐岭南五管。广州总管府辖下的循州，辖境相当于现在的广东省新丰、连平、和平、龙川、河源、兴宁、五华、陆丰、海丰、惠阳、惠东、博罗、紫金等地及揭西县西部。下辖归善县、博罗县、河源县、兴宁县、海丰县、雷乡县（今广东省龙川县附城镇）、罗阳县（以下四县627年废除，今广东省博罗县龙华镇）、石城县（今广东省东源县顺天镇牛潭村）、齐昌县（今广东省五华县安流镇）、陆安县（今广东省陆丰市大安镇陆军村古城），天宝、至德年间一度改为海丰郡。五代南汉移治龙川县（今广东龙川县佗城），又分置祯州，辖境缩小。元朝至元十三年，升为路，二十三年复降为州。明朝洪武二年（1369年），省入惠州府。 
中华民国元年（1912年）原清代惠潮嘉道改置为潮循道，道治在潮安县。民国廿五年（1936年），设广东省第六行政督察区，辖兴宁、梅县、龙川、大埔、蕉岭、和平、平远、连平、五华等9个县；因行政驻所兴宁县为原循州旧地，故而通称循州地区。另外，以惠州为行政中心，设广东省第四行政督察区，辖新丰（今属韶关市）、龙门、东莞、宝安（今深圳市）、海丰、陆丰、紫金、河源、博罗、惠阳等10个县，通称惠州地区。
中共建政后（1950年），原惠州地区改称惠阳地区；原循州地区行政驻所迁驻梅县，又以旧驻所（兴宁）、新驻所（梅县）各取一字，改称兴梅地区。以后惠阳地区主要为惠州市所继承，兴梅地区演变成今天的梅州市（含丰顺；不含河源、龙川、连平、和平）。
循州刺史
- 杨略（622年）
- 张睿册（650年）
- 崔玄藉（678年—681年）
- 王师（开元年间）
- 哥舒晃（733年）
- 吕季卿（贞元年间）
- 段谔（贞元年间）
- 贾某（贞元年间）
- 李翱（809年—810年）
- 周君巢（812年）
- 浑镐（817年—818年）
- 陈谏（820年—821年）
- 宇文鼎（834年）
- 何溢（会昌年间）
- 郑亚（848年）
- 朱载言（851年）
- 常某（唐末）